# Slovanská beseda
Český vlastenecký spolek Slovanská beseda v Karlových Varech byl založen jako české středisko kulturně-osvětové činnosti v roce 1881 z iniciativy lázeňských hostů. Jeho prvním starostou se stal doktor Emanuel Engel. V roce 1938 v důsledku Mnichovské dohody spolek zanikl.

## Historie

### Česká menšina v Karlových Varech
V šedesátých letech 19. století se v tehdy německém městě Karlsbad natrvalo usadila malá komunita Čechů. Tvořili ji nejen čeští řemeslníci a personál hotelů, ale časem též podnikatelé a majitelé českých firem. V lednu roku 1872 se česká komunita pokusila založit český vlastenecký spolek, který by sloužil jako místo setkávání jak této české menšině, tak i slovanským návštěvníkům města a lázeňským hostům. Tato snaha se tehdy nesetkala s pochopením.

### Založení spolku

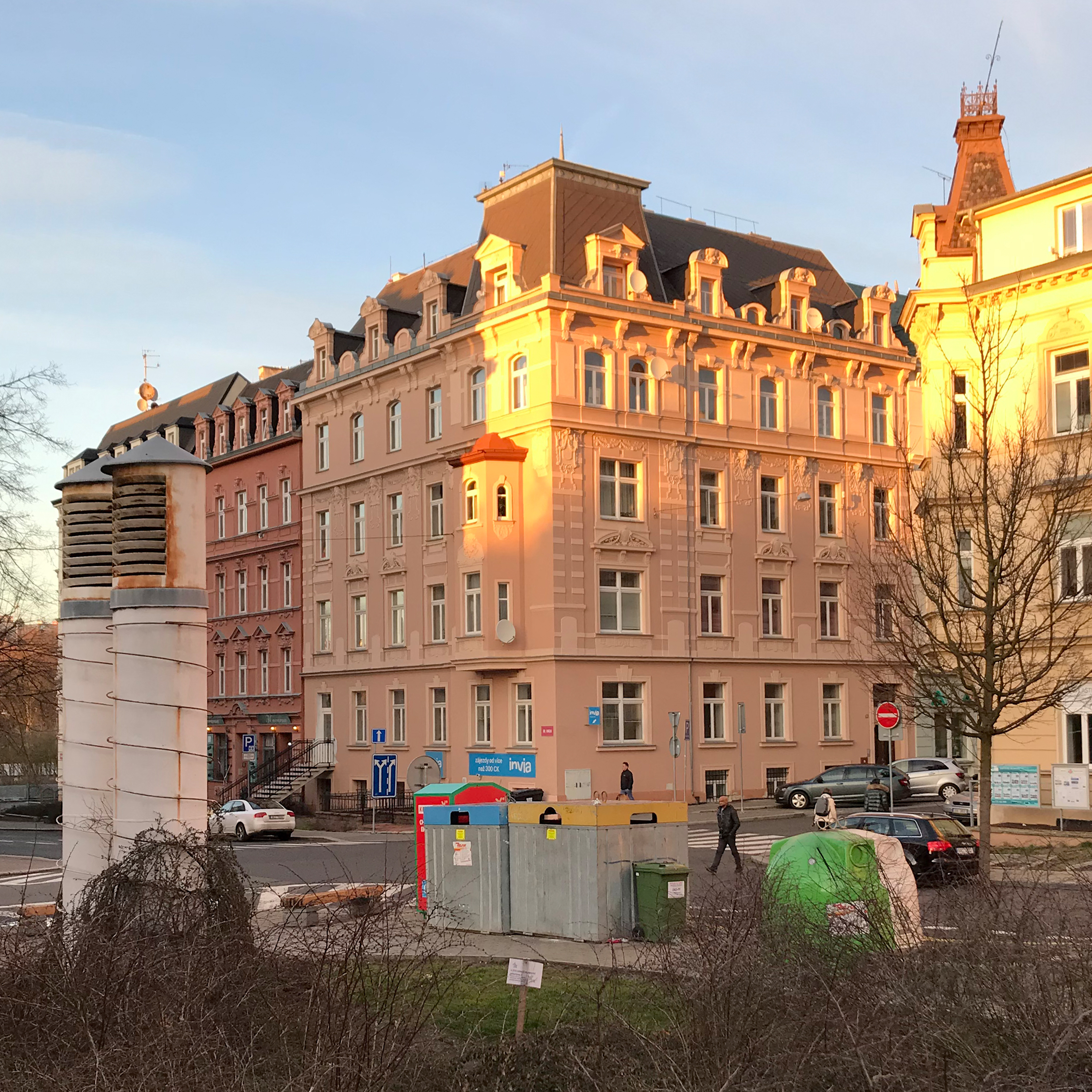
Dům Beseda na nároží ulic Jaltská a Dr. Engla, dnes obytný dům, foto únor 2020

K založení spolku došlo v roce 1881 z iniciativy lázeňských hostů. Prvním jeho starostou se stal mladočeský politik Emanuel Engel, lékař působící v Benešově, Praze a od roku 1892 také v Karlových Varech. Doktor Engel měl stálé bydliště v Praze, a v Karlových Varech si pronajal byt v domě Lorbeerkranz v Křížové ulici č. 10. Zde se dvakrát týdně konala setkání spolku a k určitým příležitostem se pořádaly akademie či koncerty. Díky darům sympatizantů byla návštěvníkům k dispozici dobře vybavená knihovna.
Tato spolková činnost se nelíbila karlovarským Němcům a akce spolku bývaly často narušovány provokacemi. Útoky byly vedeny především proti sídlu spolku. Zastrašení majitelé domů se obávali dále pronajímat svoje nemovitosti Čechům a spolek proto musel několikrát měnit své působiště. Nakonec došlo k rozhodnutí postavit si vlastní spolkový dům.

### Spolkový dům Beseda
Kolem roku 1900 zakoupil Emanuel Engel rohovou stavební parcelu mezi ulicemi Lotringerstrasse (dnes Jaltská) a Dr. Payerstrasse (dnes Dr. Engla), tehdy na severozápadním okraji města. Budova byla projektována jako obytný dům, ev. hotel, s restaurací a pivnicí v přízemí a pivními sklepy v suterénu. K slavnostnímu otevření nového českého spolkového domu Beseda proběhlo dne 13. března 1904.
Emanuel Engel zemřel dne 26. října 1907 ve věku 64 let, funkci starosty spolku převzal jeho nejbližší spolupracovník, též lékař, Vincenc Janatka, od roku 1913 pak doktor František Zatloukal.

### Národnostní nepokoje 1908
Dne 24. května 1908 se v domě Beseda uskutečnil mítink české menšiny. Německé obyvatelstvo tehdy svolalo na protest proti Čechům německé protestní shromáždění. Úřady následně obě shromáždění zakázaly. Když ale Češi přes zákaz jednali dále, došlo před českým spolkovým domem k německé demonstraci. Demonstranti házeli na budovu kameny a přitom byla okna restaurace vytlučena. Jeden z účastníků demonstrace byl zraněn. Místodržitelský rada Egon von Jordan proto dal pak české jednání úředně rozpustit. Následující den se však demonstrace před českým spolkovým domem opakovaly, sousední ulice byly proto zajištěny četnictvem. Dne 26. května 1908 vydali předsedové německých spolků společnou výzvu všem občanům a vyzvali je, aby v zájmu lázeňského města od dalších demonstrací upustili.
V souvislosti s nacionálními násilnostmi v Praze došlo dne 18. října 1908 k velkým výtržnostem také v Karlových Varech před českým spolkovým domem Beseda a obydlími českých čelných představitelů spolku. Před spolkovým domem se soustředilo množství lidí a demolovalo tam zrcadla restauračního sálu v přízemí a prvním patře. Následující den 19. října 1908 se demonstrace opakovaly. Úřady s ohledem na tyto výtržnosti poté zakázaly jakákoli shromažďování v ulicích.

### Konec činnosti spolku
Spolek působil až do Mnichovské dohody roku 1938, poté museli Češi pohraničí opustit. Dům Beseda byl v roce 1940 přestavěn na byty pro říšskoněmeckou dráhu. Po konci druhé světové války už spolek svou činnost neobnovil.